# Курамінський хребет
Курамінський хребет (узб. Qurama tizmasi, Қурама тизмусі) - гірський хребет у Західному Тянь-Шані, що є південно-західним відрогом Чаткальського хребта.

## Опис
Курамінський хребет обмежує з північного заходу Ферганську долину і знаходиться на кордоні Узбекистану та Таджикистану. Північно-західні схили Курамінського хребта розташовані на території Ташкентської області Узбекистану. Він має довжину близько 170 км та висоту окремих вершин до 3769 метрів (гора Бобоїоб).
Переважає середньогірський рельєф. На висоті 2300 метрів є хвойно-широколистяні ліси, арчові рідколісся, на північних схилах волоський горіх, альпійські луки і типчакові степи, а нижче по схилах - степи та ксерофільні чагарники.
Хребет є вододілом басейну річок Ангрена та Сирдар'я.
У південно-західній частині Курамінського хребта є родовища міді та флюориту.